# Rules of Engagement (televisieserie)
Rules of Engagement is een Amerikaanse sitcom die voor het eerst werd uitgezonden van 3 februari 2007 tot en met 20 mei 2013 (honderd afleveringen). De serie werd genomineerd voor Primetime Emmy Awards in 2007 (voor de cinematografie), 2010 (voor de art direction) en 2011 (zowel voor de cinematografie als de art direction).

## Verhaal
Vijf vrienden hebben allemaal een andere rol in de wereld van liefde en relaties. Jeff en Audrey Bingham vormen een al jaren getrouwd stel dat hun huwelijk spannend probeert te houden. Adam Rhodes en Jennifer Morgan zijn met elkaar verloofd en ontdekken nog dagelijks nieuwe kanten van de ander. Russell Dunbar is een verstokte vrijgezel en rokkenjager. De vijf vrienden kijken allemaal op hun eigen manier tegen het onderwerp relaties aan en delen hun ervaringen en gedachten daarover regelmatig met elkaar.

## Rolverdeling
| Acteur            | Rol             | Opmerking                                                                                      |
| ----------------- | --------------- | ---------------------------------------------------------------------------------------------- |
| Patrick Warburton | Jeff Bingham    | Echtgenoot van Audrey Bingham                                                                  |
| Megyn Price       | Audrey Bingham  | Echtgenote van Jeff Bingham                                                                    |
| Oliver Hudson     | Adam Rhodes     | Verloofde van Jennifer Morgan                                                                  |
| Bianca Kajlich    | Jennifer Morgan | Verloofde van Adam Rhodes                                                                      |
| David Spade       | Russell Dunbar  | Alleenstaande vriend van de stelletjes                                                         |
| Adhir Kalyan      | Timmy           | Assistent en vriend van Russell Dunbar (terugkomend in seizoen 3; reguliere cast in seizoen 4) |

## Dvd
| Seizoen   | Uitgekomen     | Aantal afleveringen |
| --------- | -------------- | ------------------- |
| Seizoen 1 | maart 2011     | 7 afleveringen      |
| Seizoen 2 | februari 2012  | 15 afleveringen     |
| Seizoen 3 | september 2012 | 13 afleveringen     |
| Seizoen 4 | maart 2013     | 13 afleveringen     |
| Seizoen 5 | ?              | 26 afleveringen     |
| Seizoen 6 | ?              | 13 afleveringen     |
| Seizoen 7 | ?              | 13 afleveringen     |